# Pixie Paris
Pixie Paris ist ein Pop-Duo, gebildet von der belgischen Sängerin Cindy Hennes und dem Schweizer Musiker Matthias Kräutli.
Die beiden Musiker lernten sich 2003 an der Hochschule für Musik und Theater Hamburg kennen. Erste Lieder erschienen und mehrere In- und Auslandsauftritte mit ihrer Liveband folgten. Das Debütalbum Popnonstop erschien 2013 im Eigenverlag. Das Lied Es rappelt im Karton von 2014 wurde Anfang 2016 für einen Werbespot des Versandhandelsunternehmens Eis genutzt und brachte es auf YouTube auf mehr als 6,5 Millionen Klicks. Die Single wurde von Sony Music wiederveröffentlicht und konnte sich in den deutschen Charts platzieren.

## Diskografie

### Alben
- 2013: Pop Non Stop

### Singles
- 2010: Popmusik
- 2013: Ich lieb dich nicht immer
- 2013: Das Leben
- 2014: Es rappelt im Karton
- 2017: Cabriolet
- 2018: Du bist gut zu Vögeln
- 2020: DUMM
- 2022: Heirate Mich